# Гаи-Гречинские
Гаи-Гречинские (укр. Гаї-Гречинські) — село в Байковецкой сельской общине Тернопольского района Тернопольской области Украины.
Почтовый индекс — 47710. Телефонный код — 352.